# Contea di Jiang'an
La contea di Jiang'an (江安县S, Jiāng'ān XiànP) è una contea della Cina, situata nella provincia di Sichuan e amministrata dalla prefettura di Yibin.